# 戈

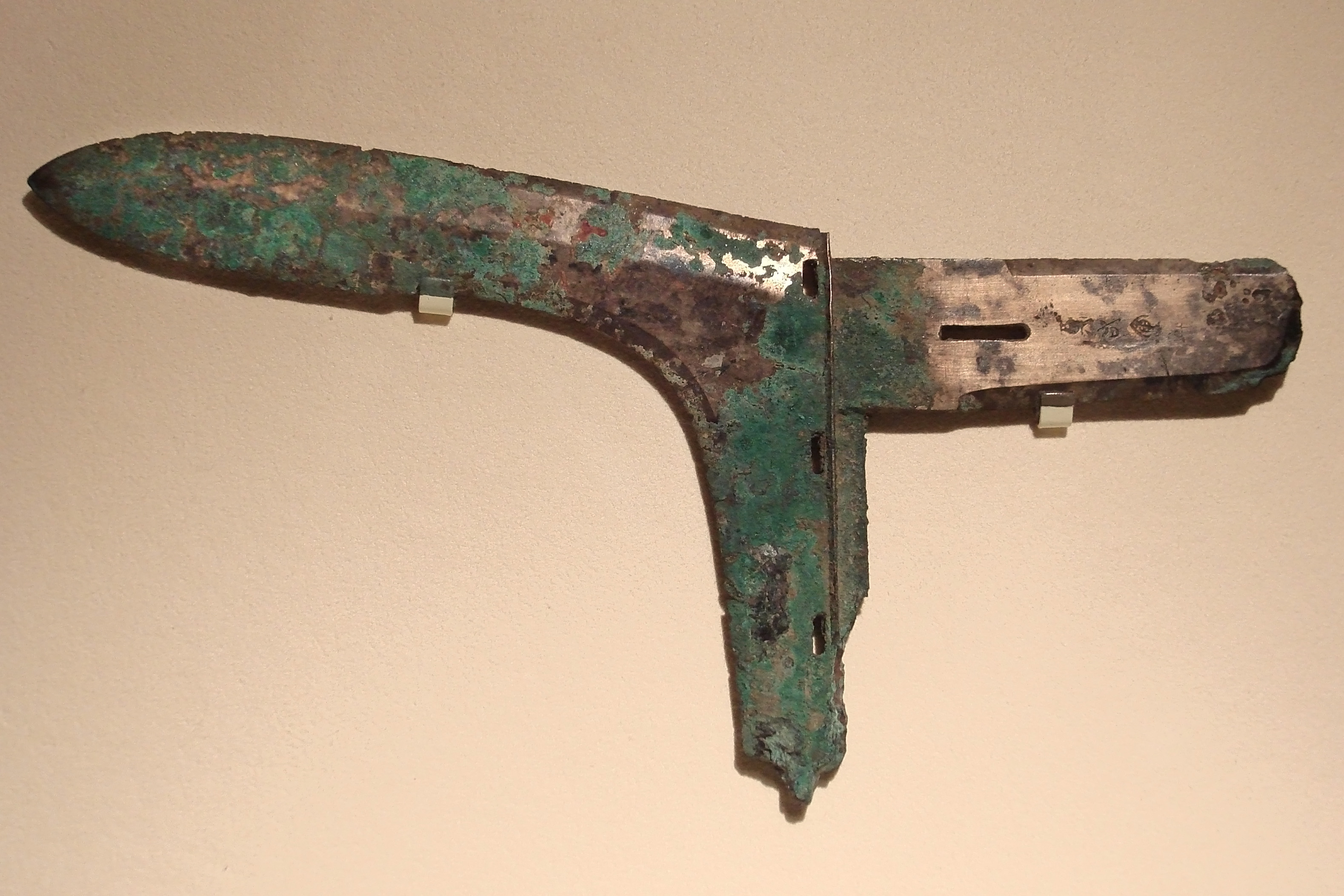
青銅製の戈の穂先

戈（か、ほこ）は、敵を打ち据える動作によって殺傷するのに適した穂先を持つ、古代東アジアのピッケル状の長柄武器（長兵）である。

## 概要

左の二つが戈。

「ほこ」の和訓を与えられている字には「矛」もあるが、「矛」では槍と同様に金属製の穂先を柄と平行に取り付けるのに対し、「戈」では穂先を柄に垂直に取り付け、前後に刃を備える。ただ日本の歴史時代に実用の武器として用いられたのは「矛」の方のみであるため、日本語文献史料で「ほこ」とある場合、通常は「戈」ではなく「矛」である。そのため、歴史学用語としては訓読みするより音読みの「カ」で読まれることが多い。
戦争を「干戈を交える」と表現することがある。あるいは、仏教では「兵戈無用」という言葉があり、これは兵が軍隊、戈が武器を意味している。また戦、武という漢字にも戈が入っていること等から、古代では兵器としての代名詞となっていたことがうかがえる。
「戈」の穂先はその歴史の大半で青銅製であったが、後世の戦国時代以降には一部鉄製も現れた。青銅製の戈をあえて銅戈（どうか）と呼ぶこともある。本項の写真の右側の、茎（なかご）に当たる「内」の部分を、竹や木製の柄に開けた穴に挿し込み、穂先の穴「穿」に通した紐で縛って固定した。戦車戦などで引っ掛けながら斬る鋭い刃が付いたものと、断面形が方形に近い打撃武器的なものが存在した。

### 日本への伝来

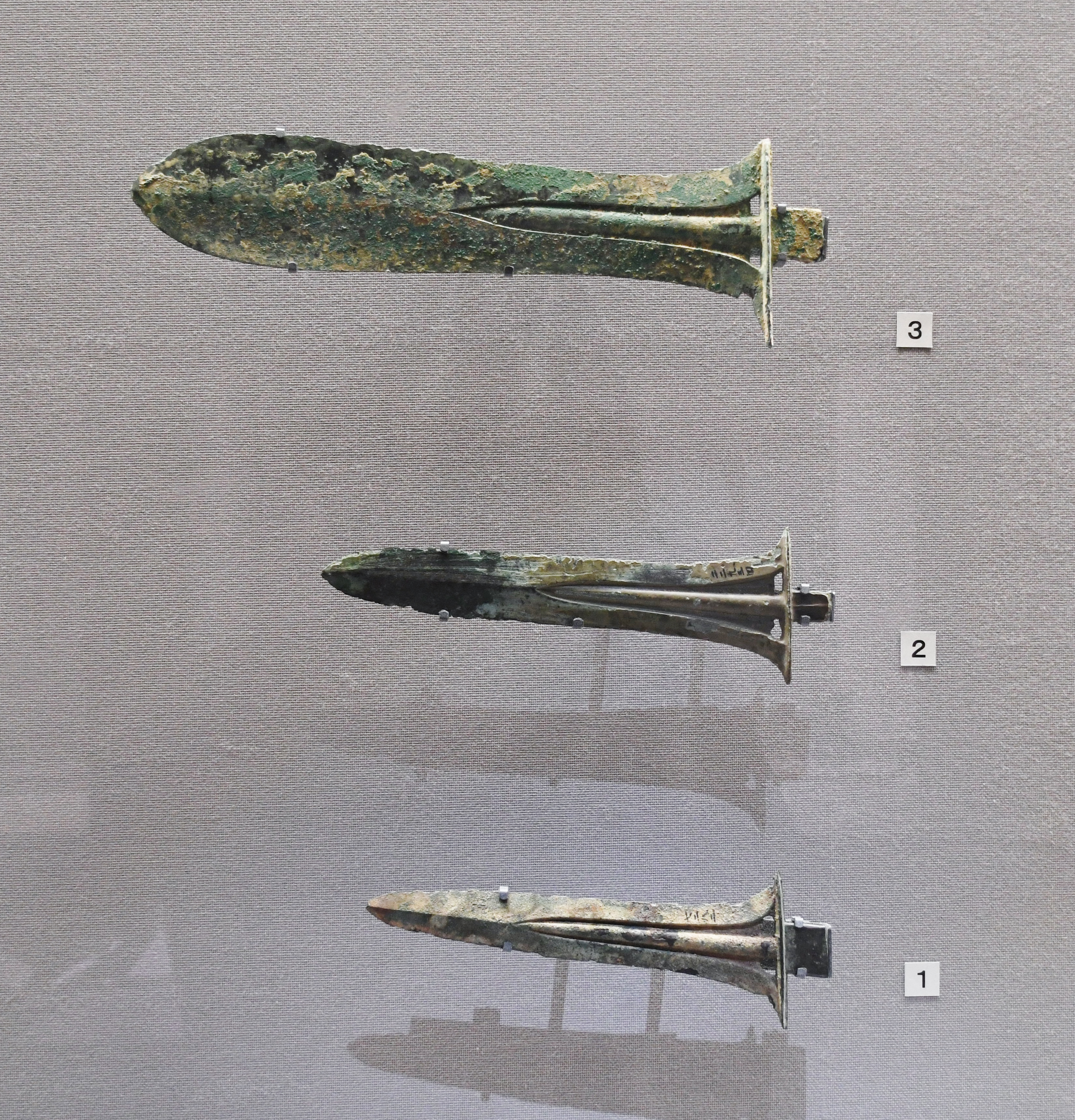
日本の銅戈。番号が進むほど後代の物東京国立博物館展示。

中原から中国東北部・朝鮮半島に広まった戈は、刃が手元に向かって湾曲した「胡」と内の部分が縮小退化する一方、刃身は大きく幅広となり、ちょうど矛をくの字に曲げたような姿に変化した。日本で出土する戈もこの形態に準じる。弥生時代に伝来し、当初は実用の武器であったと考えられるが、次第に祭具としての用途が主となり、銅鐸のように象徴的意義を追求して実用には適さない姿へ巨大化していき、弥生時代の末期まで用いられた。銅戈、鉄戈の他、舶来の金属剣をかたどった石剣同様、石戈（せきか）も発見されている。また柄に独特の変化が見られ、切っ先がより先端側を向くように反りがつき、片手持ちの短兵器となった。この特徴的な柄だけの出土事例も少なくない。

## 歴史
刃がこのような形状で柄に取り付けられていたのは、後に中華世界を形成する東アジアの都市国家世界での貴族戦士間で戦われた戦車戦が、接近戦、白兵戦の段階に達した戦局において、こうした形状の白兵戦用武器が適していた為である。両手で柄を持って用い、戦車どうしがすれ違う時に、敵に打ち込んで突き刺したり戦車から転落させる、引っ掛けて首などを斬るといった用法で戦った。戦車戦においては矛のような突く武器よりも、戈のような切りつける武器の方が命中の確率や打ち合いによる防御性が高く、戦車の突撃力によって武器を敵に打ち込んだときの衝撃が、不安定な疾走する戦車の上に立っている使用者を戦車から突き落とす危険が少なかったからである。この衝撃はむしろ、斬りつけられた敵戦士の体の上を戈の刃が滑っていくように働き、効果的に敵戦士の体に切り傷を与えることができた。こうした刃の機能は、周以降の戈において、内側の刃（胡）になめらかな曲線が用いられることで、さらに著しく効果的になっている。
当時の戦車は、英語で言うタンク (tank) ではなく、チャリオット (chariot) と呼ばれる二輪の軽快な馬車だった。馬は二頭程度で、三人が乗車し、そこに矛を持った徒歩の従卒が数人従ってひとつの戦闘単位を成した。中央に「御者」が立ち、左側の「車左」が戦闘指揮と弓矢による遠方からの射撃戦を担当し、右側では戈を携えた「車右」が接近戦、白兵戦に備える。戦車は車左の指揮と御者の操作により戦場を駆け、はじめに車左自ら弓射による射撃戦を行い、後に白兵戦にもつれ込むと、二台がすれ違って車右どうしが戈で斬り結び合うか、敵の戦車に追いすがり、車左や御者に戈の斬撃を加える。
こうした戦闘を不安定な戦車上で行うには、高度な習熟が必要であり、生産活動に代えて訓練に専念できる貴族階級でなければ身につけることは困難だった。東アジアの都市国家間の戦闘では、大規模な歩兵動員はできず、小規模な歩兵集団は戦車戦に熟達した貴族戦士に容易く圧倒された。
優れた威圧効果と射撃、白兵戦能力を誇る戦車は優れた戦力であり、同様に戈も活躍した。
やがて鉄器が登場し、農地開発が進んで人口が増加、都市国家から領域国家の時代になると、戦場に動員される兵士数は激増した。
平民出身の歩兵が重要な役割を果たすようになった他、北方の遊牧民族から騎兵が取り入れられた。
騎兵は戦国時代から前漢にかけて盛んに用いられ、相対的に戦車の重要度は低下した。
そのため、戦車戦用の武器として発達した戈も同様に廃れていった。
ただし歩兵用の武器のひとつとして、柄の短いものはしばらくの間使われた。また戈と矛を組み合わせた戟も開発されて歩兵に用いられた。
漢代の画像石には、しばしば片手に盾を、もう片方の手に戈を持って戦う歩兵集団の姿が刻像されている。干戈の干とは盾のことである。この時代の兵士は、近衛など一部エリートを除いて、農民や職人などを有事の都度徴募した動員兵が主体であった。彼らには刀槍よりも日常使い慣れた鍬や鎌や鎚に近い動作で扱える戈の方が適していたであろう。